# Кршижанов
Кршижанов (чеш. Křižanov) — чешская деревня, часть общины (муниципалитета) Горжички в районе Наход.

## История
Первое письменное упоминание о Кршижанове относится к 1527 г. В 1624 г. был заключён в замке Наход здешний рихтарж Михал Гепнар, иначе Карнаус из Кршижанова. В 1840—1841 гг. вылился давний спор между деревнями Кршижанов и Либнятов в связи с использованием дороги через двор дома номер 6. 20 мая 1872 выпал внушительных размеров град, в результате чего уничтожена большая часть урожая. В 1923 г. было создано муниципальное пожарное общество и годом позже построено пожарное депо. После пяти лет завершено строительство системы водоснабжения. В 1958—1960 гг. работал здесь местный сельскохозяйственный кооператив (c 1960 г. ЕСХН Мезилечи, в 1960—1976 гг. Единый сельскохозяйственный кооператив Горжички, c 1976 ЕСХН Доланы).
Кршижанов всегда был только деревней, в 1849—1960 гг. в составе муниципалитета Литоборж, в 1960—1985 гг. — коммуны Мезилечий и c 1985 г. —муниципалитета Горжички.

## Достопримечательности
- Кирпичная часовня (1838 г.)
- Пожарное депо (1924 г.)
- Крест из красного девонского песчаника недалеко дому номер 31 (1849 г.)
- Каменный постамент с железным крестом близко дому номер 6 (1872 г.)
- Каменный постамент с железным крестом близко дому номер 7 (1880 г.)
- Каменный постамент с железным крестом недалеко от дому номер 20 (1886 г.)[7]

## Население
| Год  | Численность | Численность |
| ---- | ----------- | ----------- |
| 1869 | 232         | [ 8 ]       |
| 1880 | 234         | [ 8 ]       |
| 1890 | 219         | [ 8 ]       |
| 1900 | 186         | [ 8 ]       |
| 1910 | 166         | [ 8 ]       |
| 1921 | 152         | [ 8 ]       |
| 1930 | 155         | [ 8 ]       |
| 1950 | 117         | [ 8 ]       |
| 1961 | 104         | [ 8 ]       |
| 1970 | 95          | [ 8 ]       |
| 1980 | 78          | [ 8 ]       |
| 1991 | 53          | [ 8 ]       |
| 2001 | 60          | [ 8 ]       |
| 2011 | 60          | [ 8 ]       |
| 2021 | 60          | [ 3 ]       |